# جزن أباد (بهارستان)
جزن‌ أباد هي قرية في مقاطعة نائين، إيران. عدد سكان هذه القرية هو 86 في سنة 2006.